# Rafael Gallo
Rafael Gallo (São Paulo, 23 de outubro de 1981) é um escritor brasileiro. É autor dos livros Dor fantasma (Prêmio José Saramago), Rebentar (Prêmio São Paulo de Literatura) e Réveillon e outros dias (Prêmio SESC de Literatura). 

## Carreira
Como músico e professor, atuou nas áreas de trilha sonora para TV, cinema e outras mídias, fazendo parte do corpo docente da Academia Internacional de Cinema.
Em 2012, teve início sua carreira como escritor, ao vencer o Prêmio SESC de Literatura, com a coletânea de contos Réveillon e outros dias, publicada pela Editora Record como parte da premiação.
Em 2015, publica seu primeiro romance, Rebentar, também pela Editora Record. O romance foi vencedor do Prêmio São Paulo de Literatura na categoria de "Autor estreante abaixo dos 40 anos". Ambos os livros foram finalistas do Prêmio Jabuti.
Em 2022, foi selecionado como vencedor pelo Prêmio Literário José Saramago, em Portugal, com o inédito Dor Fantasma. O júri contou com vencedores de outras edições como José Luís Peixoto, Gonçalo M. Tavares, João Tordo, Bruno Vieira Amaral e Valter Hugo Mãe, além de Pilar del Río, Guilhermina Gomes e Nélida Piñon. O livro será publicado em 2023, pela Porto Editora em Portugal e em outros países lusófonos, e pela Globo Livros/Biblioteca Azul no Brasil. Foi o quarto brasileiro ganhador deste prêmio literário, além de um prêmio em dinheiro no valor de 40 mil euros.
Tem ainda diversos textos publicados em revistas e antologias, tanto no Brasil quanto em outros países, como Estados Unidos, Cuba, Moçambique, França e Equador. 

## Livros
| Ano  | Título                  | Editora                      | Ref.  |
| ---- | ----------------------- | ---------------------------- | ----- |
| 2012 | Réveillon e outros dias | Editora Record               |       |
| 2015 | Rebentar                | Editora Record               | [ 7 ] |
| 2023 | Dor Fantasma            | Porto Editora e Globo Livros | [ 8 ] |

## Prêmios

### Literatura
| Ano  | Prêmio                         | Categoria                                       | Indicação               | Resultado | Ref.   |
| ---- | ------------------------------ | ----------------------------------------------- | ----------------------- | --------- | ------ |
| 2011 | Prêmio Sesc de Literatura      | Contos                                          | Réveillon e outros dias | Venceu    | [ 1 ]  |
| 2016 | Prêmio São Paulo de Literatura | Romance de estreia (autores abaixo dos 40 anos) | Rebentar                | Venceu    | [ 9 ]  |
| 2022 | Prêmio Literário José Saramago | Romance                                         | Dor Fantasma            | Venceu    | [ 10 ] |